# 金東根
金東根（：、1990年1月4日—）是韓國的人權活動家、男性主義以及保守主義活動家及市民活動家、企業人。男性連帶的第三任、第四任主席。